# Пименов, Николай Терентьевич
Николай Терентьевич Пименов — советский хозяйственный, государственный и политический деятель.

## Биография
Родился в 1908 году в Москве. Член КПСС с 1932 года.
С 1923 года — на хозяйственной, общественной и политической работе. В 1923—1986 гг. — чернорабочий, наборщик, технический редактор в типографии, студент Московского авиационного института имени С. Орджоникидзе, работник предприятий авиационной промышленности, первый секретарь Куйбышевского райкома ВКП(б) города Москвы, инструктор, заместитель заведующего промышленно-транспортным отделом, заведующий отделом оборонной промышленности МГК КПСС.
Делегат XXIII, XXIV, XXV и XXVI съездов КПСС.
Умер в Москве в 1990 году.